# Rachael Denhollander
Rachael Denhollander (* 8. Dezember 1984 in Kalamazoo, Michigan, als Rachael Moxon) ist eine US-amerikanische Juristin und frühere Turnerin, die eine Schlüsselrolle in der Aufdeckung des Missbrauchsskandals um Larry Nassar spielte.

## Leben
Denhollander kommt ursprünglich aus Kalamazoo, Michigan. Sie war als Jugendliche als Turnerin aktiv und Mitglied in der Nationalmannschaft von USA Gymnastics. In dieser Zeit wurde sie als 15-Jährige vom Mannschaftsarzt Larry Nassar sexuell missbraucht, als sie sich wegen Rückenschmerzen in ärztliche Behandlung begeben musste. Nach Ende ihrer Turnlaufbahn ließ sie sich zur Juristin ausbilden. Sie studierte dazu Jura am Oak Brook College of Law and Government Policy im kalifornischen Fresno und war bereits als 25-Jährige in Kalifornien als Anwältin zugelassen.
Ende 2016 ging sie mit ihren Anschuldigungen gegenüber Nassar auf Journalisten des Indianapolis Star zu und erstattete Anzeige bei der Polizei. Parallel verfasste sie auch eine Beschwerde gemäß Title IX gegenüber der Michigan State University, wo der Missbrauch durch Nassar stattgefunden hatte. Die anschließenden Recherchen des Indianapolis Star deckten den Missbrauchsskandal im US-Turnsport auf. Denhollander war das erste Opfer Nassars, das namentlich in der Öffentlichkeit Anschuldigungen gegen Nassar erhob. Dieser Aussage wird eine Schlüsselrolle in der Aufdeckung des Skandals zugeschrieben, denn anschließend gingen zahlreiche weitere Opfer an die Öffentlichkeit, darunter einige der führenden Turnerinnen der USA wie Simone Biles. Letztlich beschuldigten über 330 Frauen Nassar, über 200 davon erstatteten Anzeige.
Nassar wurde schließlich vor Gericht gebracht. Im Gerichtsprozess sagten über 200 seiner Opfer aus, wobei Denhollander als letzte ihre Zeugenaussage abgab. Sie endete mit den Worten: „How much is a little girl worth?“ (Wie viel ist ein kleines Mädchen wert?). Ihre Zeugenaussage gilt als eine der entscheidendsten Komponenten des Urteils gegen Nassar, der zu einer langen Freiheitsstrafe von mehreren Jahrzehnten verurteilt wurde. In einem separaten Gerichtsverfahren setzten die Opfer Nassars Schadensersatzforderungen gegenüber USA Gymnastics in Höhe von 380 Millionen US-Dollar durch. Unter allen Opfern war Denhollander eine der bekanntesten und medial präsentesten Frauen.
Im Anschluss an das Gerichtsverfahren setzte sie ihr Engagement für Opfer von sexuellem Missbrauch fort; unter anderem kritisierte sie Missbrauchsfälle innerhalb der Southern Baptist Convention. Parallel veröffentlichte sie mehrere Bücher. 2018 nahm sie das Magazin Time in seine Liste der 100 einflussreichsten Personen des Jahres auf. Sie ist verheiratet und Mutter von vier Kindern.

## Werke
- What is a Girl Worth?: My Story of Breaking the Silence and Exposing the Truth about Larry Nassar and USA Gymnastics. Tyndale Momentum, Carol Stream 2019. ISBN 978-1-4964-4133-1.
  - Wie ich das Schweigen brach: Eine junge Frau kämpft für Gerechtigkeit. Übersetzt von Tabitha Krägeloh. SCM Hänssler, Holzgerlingen 2021. ISBN 978-3-7751-6047-6.
- How Much is a Little Girl Worth? Illustriert von Morgan Huff. Tyndale Kids, Carol Stream 2019. ISBN 978-1-4964-4168-3.
- mit Jacob Denhollander: How Much Is a Little Boy Worth? Illustriert von Marcin Piwowarski. Tyndale House, Carol Stream 2022. ISBN 978-1-4964-5483-6.
- Discover Your True Worth: A Four-Week Guide for Conversation and Reflection. Tyndale Momentum, Carol Stream 2022. ISBN 978-1-4964-4138-6.